# Julen Guerrero
Julen Guerrero López (Portugalete, 7 januari 1974) is een voormalig Spaans profvoetballer. Hij speelde zijn hele loopbaan als middenvelder bij Athletic de Bilbao.

## Clubvoetbal
Guerrero is afkomstig uit de cantera (jeugdopleiding) van Athletic. De Bask debuteerde in het seizoen 1992/1993 in het eerste elftal. Guerrero groeide uit tot dé ster en publiekslieveling bij Athletic. In 1998 leidde hij zijn club naar een tweede plaats in de Primera División, waardoor Athletic zich samen met kampioen FC Barcelona plaatste voor de UEFA Champions League. Vanaf 2002 zat Guerrero steeds vaker op de reservebank en in juli 2006 besloot hij uiteindelijk te stoppen als profvoetballer na 430 wedstrijden voor Athletic te hebben gespeeld en 116 keer te hebben gescoord. Guerrero werd vervolgens jeugdtrainer bij Athletic.

## Nationaal elftal

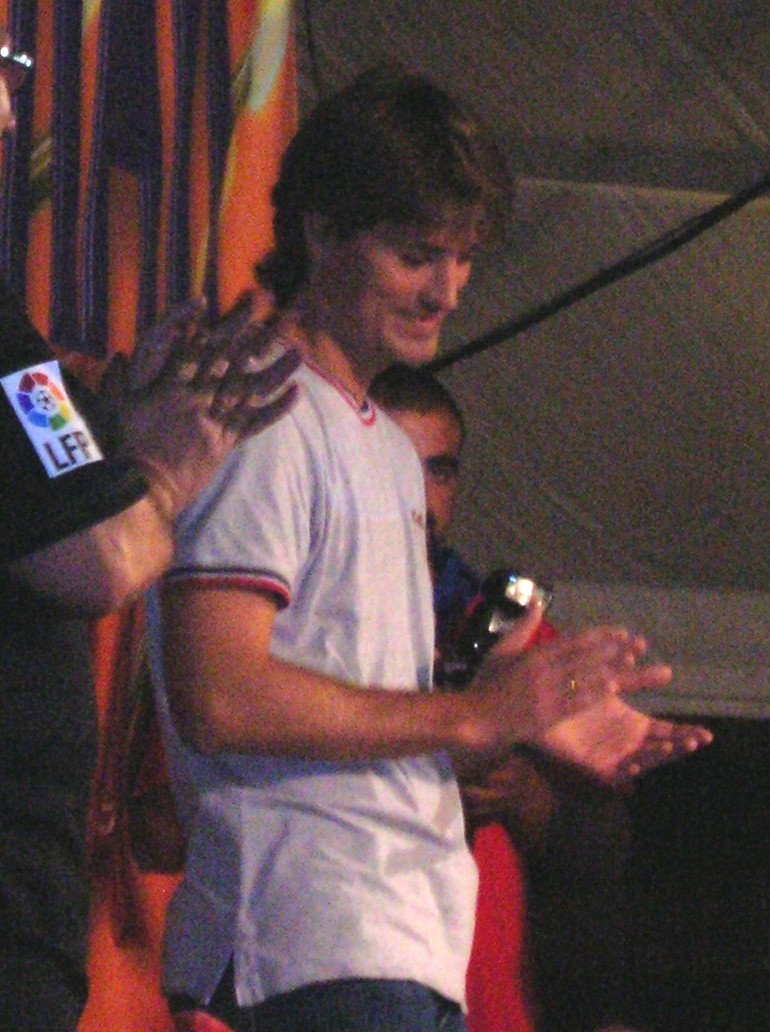
Julen Guerrero bij zijn afscheid als prof

Guerrero speelde 41 interlands voor het Spaans voetbalelftal, waarin hij dertien doelpunten maakte. Zijn debuut was op 27 januari 1993 tegen Mexico, zijn laatste interland speelde Guerrero op 11 oktober 2000 tegen Oostenrijk. De Baskische middenvelder nam deel aan de WK's van 1994 in de Verenigde Staten en van 1998 in Frankrijk en het EK 2000.

## Spelerstatistieken
| seizoen | club               | land   | competitie       | wed. | goals |
| ------- | ------------------ | ------ | ---------------- | ---- | ----- |
| 1992/93 | Athletic de Bilbao | Spanje | Primera División | 37   | 10    |
| 1993/94 | Athletic de Bilbao | Spanje | Primera División | 36   | 18    |
| 1994/95 | Athletic de Bilbao | Spanje | Primera División | 37   | 13    |
| 1995/96 | Athletic de Bilbao | Spanje | Primera División | 33   | 9     |
| 1996/97 | Athletic de Bilbao | Spanje | Primera División | 38   | 15    |
| 1997/98 | Athletic de Bilbao | Spanje | Primera División | 29   | 8     |
| 1998/99 | Athletic de Bilbao | Spanje | Primera División | 36   | 9     |
| 1999/00 | Athletic de Bilbao | Spanje | Primera División | 32   | 6     |
| 2000/01 | Athletic de Bilbao | Spanje | Primera División | 27   | 4     |
| 2001/02 | Athletic de Bilbao | Spanje | Primera División | 20   | 5     |
| 2002/03 | Athletic de Bilbao | Spanje | Primera División | 14   | 0     |
| 2003/04 | Athletic de Bilbao | Spanje | Primera División | 14   | 1     |
| 2004/05 | Athletic de Bilbao | Spanje | Primera División | 12   | 3     |
| 2005/06 | Athletic de Bilbao | Spanje | Primera División | 17   | 0     |

## Trivia
- Julen Guerrero speelde op 16 december 1998 mee in het FIFA-wereldelftal[1], dat ter gelegenheid van het honderdjarige bestaan van de Federazione Italiana Giuoco Calcio aantrad tegen Italië en in het Olympisch Stadion met 6-2 verloor. Gabriel Batistuta en George Weah scoorden voor het gelegenheidsteam. Guerrero viel in de rust in voor Aron Winter.

1 Zubizarreta  ·
2 Ferrer ·
3 Otero ·
4 Camarasa ·
5 Abelardo ·
6 Hierro ·
7 Goikoetxea ·
8 Guerrero · 
9 Guardiola ·
10 Bakero ·
11 Begiristain ·
12 Sergi Barjuán ·
13 Cañizares ·
14 Juanele ·
15 Caminero ·
16 Miñambres ·
17 Voro ·
18 Alkorta ·
19 Salinas ·
20 Nadal ·
21 Enrique ·
22 Lopetegui ·
Coach: Clemente
1 Zubizarreta  ·
2 López ·
3 Belsué ·
4 Alkorta ·
5 Abelardo ·
6 Hierro ·
7 Amavisca ·
8 Guerrero ·
9 Pizzi ·
10 Donato ·
11 Alfonso ·
12 Sergi Barjuán ·
13 Cañizares ·
14 Kiko ·
15 Caminero ·
16 Otero ·
17 Manjarín ·
18 Amor ·
19 Salinas ·
20 Nadal ·
21 Enrique ·
22 Molina ·
Coach: Clemente
1 Zubizarreta  ·
2 Ferrer ·
3 Aranzábal ·
4 Alkorta ·
5 Abelardo ·
6 Hierro ·
7 Morientes ·
8 Guerrero · 
9 Pizzi ·
10 Raúl ·
11 Alfonso ·
12 Sergi Barjuán ·
13 Cañizares ·
14 Campo ·
15 Aguilera ·
16 Celades ·
17 Etxeberria ·
18 Amor ·
19 Kiko ·
20 Nadal ·
21 Enrique ·
22 Molina ·
Coach: Clemente